# The Quest (programma televisivo)
The Quest è un reality statunitense in cui i concorrenti affrontano una serie di sfide a tema high fantasy.
La prima edizione è andata in onda sul canale ABC dal 31 luglio all'11 settembre 2014, mentre la seconda (che ne costituisce il reboot) è stata resa disponibile sulla piattaforma online Disney+ dall'11 maggio 2022.

## Format
Anche se la trama di base è scriptata, le interazioni tra i concorrenti e gli attori che interpretano i personaggi, le sfide e le eliminazioni sono autentiche, determinate appunto dalle abilità e dalle decisioni prese dei concorrenti.
In ogni episodio i concorrenti, chiamati Paladini, si sfidano in una gara legata agli eventi della trama. Il Paladino vincitore riceve il Marchio di Virtù, una medaglia che, tuttavia, non garantisce l'immunità dall'eliminazione. Un numero predeterminato di Paladini perdenti vengono sottoposti alla Sfida delle Parche, e il vincitore di questa si salva dall'eliminazione; i restanti Paladini (compreso il vincitore di quest'ultima sfida) decidono quale dei perdenti deve essere eliminato, quindi deliberano in gruppo e poi ciascuno si posiziona dietro al Paladino che desidera salvare dall'esilio. L'ultimo concorrente rimasto vince il titolo di Unico Vero Eroe.

## Produzione
The Quest è stato sviluppato da un team di produzione che aveva prodotto la trilogia de Il Signore degli Anelli, The Amazing Race e Queer Eye. La società di servizi locale era la Gebhardt Service Productions.
La prima stagione è stata ambientata nel Regno di Sænctum ed è stata girata in Austria, per la maggior parte al castello Burg Kreuzenstein, appena a nord di Vienna. Arie Bohrer di “Location Austria of The National Film Commission of Austria” affermò che la location era molto adatta al cinema e aveva un enorme cortile che si prestava alla costruzione del set. Il castello venne chiuso al pubblico per un mese e gli arredi furono spostati e sostituiti con oggetti di scena. “Location Austria” concede sussidi per il finanziamento di produzioni cinematografiche e televisive, ma The Quest non era ammissibile poiché i reality show sono in gran parte estemporanei.
Il 29 gennaio 2020, Disney annunciò che sarebbe stato prodotto un reboot di The Quest per la sua piattaforma streaming Disney+, con Bertram van Munster ed Elise Doganieri come showrunner. La nuova versione avrà un tipo di struttura che, differentemente dall'edizione del 2014, si concentrerà maggiormente sulla narrazione scriptata, e avrà concorrenti principalmente adolescenti, poiché van Munster dichiarò che la trasmissione dello spettacolo originale aveva attirato un'alta fascia demografica di ragazzi. Le riprese si sarebbero dovute tenere nuovamente al castello Burg Kreuzenstein ma, a causa della pandemia di COVID-19, la produzione si è infine spostata al Castello di Amorosa nella Napa Valley di Calistoga, in California, dove le riprese sono state effettuate da gennaio a marzo 2021.
(Descrizione della Disney)
(Elise Doganieri e Bertram van Munster)

## Trama

### Prima edizione
Everealm è una terra magica formata da dodici regni pacifici che viene periodicamente minacciata dal signore oscuro Verlox, apparso per la prima volta mille anni prima dell'inizio della storia. Quando questo avviene, le tre Parche convocano dodici Paladini, persone del nostro mondo, e consegnano a ciascuno di loro un pezzo di un'arma mistica chiamata Lancia del Sole: insieme vengono costantemente messi alla prova finché non rimarrà l'Unico Vero Eroe destinato a sconfiggere Verlox con la Lancia del Sole.
I Paladini vengono seguiti nel loro percorso da Crio, un seguace delle Parche che è anche sovrintendente reale del castello di Sænctum (la roccaforte dell'unico regno, governato dalla Regina Ralia XXIII, che ancora resiste alle mire di Verlox) e vengono addestrati da Sir Ansgar, capo dell'esercito reale, il quale inizialmente dubita del loro valore ma poi arriva a rispettarli. Tuttavia, i Paladini dovranno confrontarsi anche con l'ostilità del Gran Visir.

### Seconda edizione
(Sinossi ufficiale)

## Edizioni
| Edizione | Puntate | Prima TV USA | Prima TV Italia | Concorrenti | Vincitore    |
| -------- | ------- | ------------ | --------------- | ----------- | ------------ |
| 1ª       | 10      | 2014         | ?               | 12          | Lina Carollo |
| 2ª       | 8       | 2022         | 2022            | 8           | Holden       |

## Accoglienza
Il debutto della prima edizione dello show è stato accolto con recensioni generalmente favorevoli. Lily Sparks di Gawker ha elogiato in particolar modo «la pura e genuina felicità che traspare sui volti dei concorrenti». Andy Dehnart di Reality Blurred ha paragonato favorevolmente lo show al suo grande predecessore, Survivor, affermando che in quello della ABC «il contesto e i concorrenti offrono continuamente sorprese epiche». Geoff Berkshire di Variety ha apprezzato il fatto che lo show si sia preso un rischio differenziandosi dagli altri reality, definendolo «un'avventura epica». L'attrice Whoopi Goldberg ha pubblicato su Facebook il commento: «I love this show!».
Il reality è stato citato in numerosi elenchi di programmi da vedere, tra cui quelli di Entertainment Weekly, The Wall Street Journal, Parade, Los Angeles Times, New York Post, The Huffington Post e TV Guide.

## Riconoscimenti
- 2015 – Directors Guild of America Award[20]
  - Candidatura per il miglior reality/competition show a Bertram van Munster, Jack Cannon ed Elise Doganieri (per l'episodio One True Hero)